# Pyramide de Béhénou
La pyramide de Béhénou est une pyramide à faces lisses située à Saqqarah, près du Caire, en Égypte. Elle a été construite pour la reine Béhénou, épouse de Pépi Ier ou de Pépi II.
Elle a été découverte à Saqqarah en 2007 par Audran Labrousse de la Mission archéologique française de Saqqâra dans la nécropole royale de Pépi Ier, à l'ouest de la pyramide de celui-ci. Catherine Berger-El Naggar mène, avec Marie-Noëlle Fraisse, l'étude des textes de la pyramide gravés sur les parois.